# Anna Ljunggren

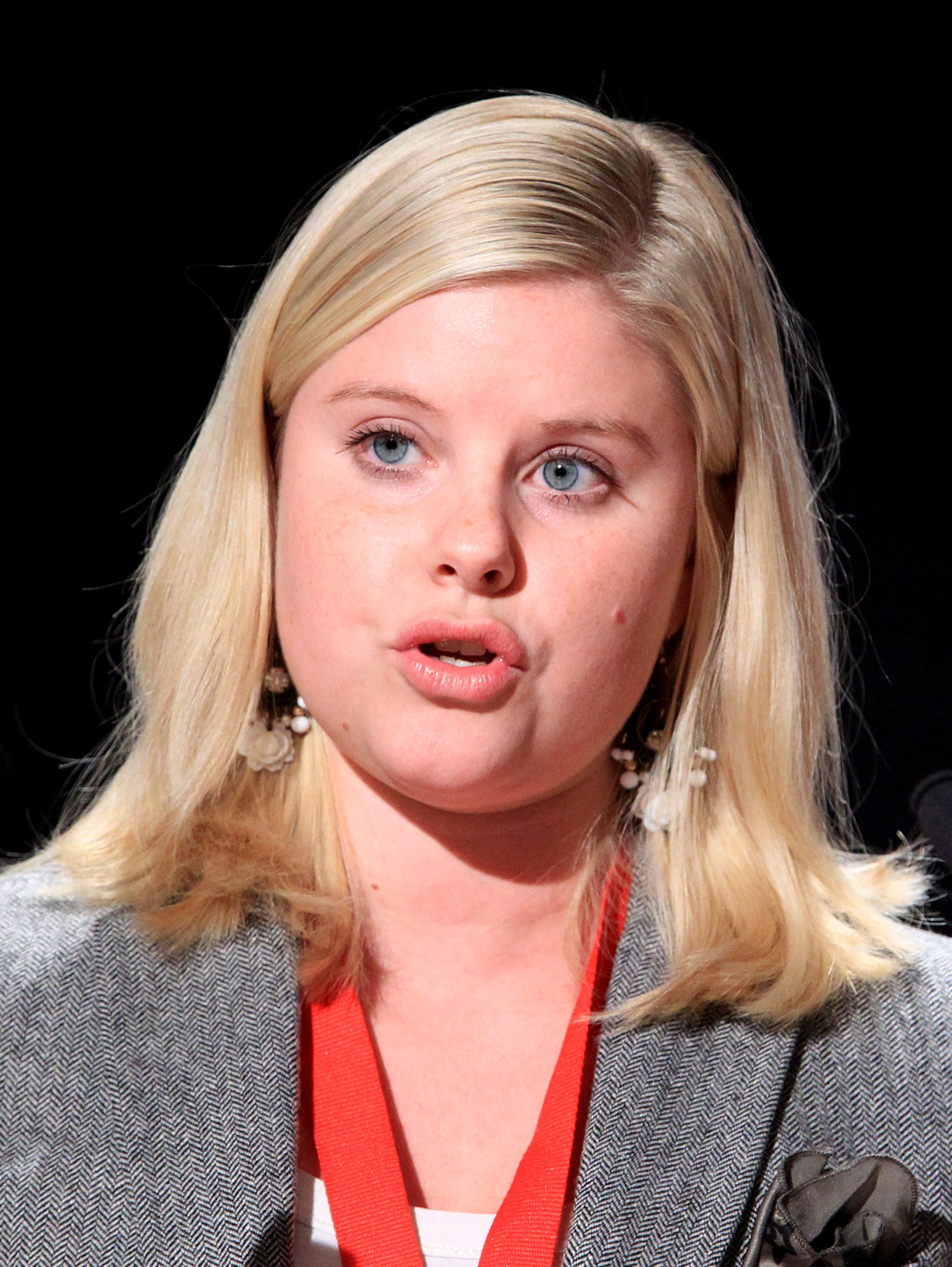
Anna Ljunggren, 2010

Anna Ljunggren (* 13. Juni 1984 in Narvik) ist eine norwegische Politikerin der sozialdemokratischen Arbeiderpartiet (Ap). Von 2005 bis 2017 war sie Abgeordnete im Storting.

## Leben
Nach dem Abschluss ihrer Schulzeit im Jahr 2003 begann sie 2004 Staatswissenschaft an der Technisch-Naturwissenschaftlichen Universität Norwegens (NTNU) zu studieren. Zwischen 2003 und 2005 war sie Mitglied im Kommunalparlament von Narvik. Bereits zuvor war sie im Jugendrat der Gemeinde engagiert.
Ljunggren zog bei der Parlamentswahl 2005 erstmals in das norwegische Nationalparlament Storting ein. Dabei wurde sie im Alter von 21 Jahren die zu diesem Zeitpunkt jüngste Frau, die je in das Parlament einzog. Dort vertrat sie den Wahlkreis Nordland und wurde Mitglied im Ausschuss für Kirche, Bildung und Forschung. Nach der Wahl 2009 verblieb sie zunächst weiter in diesem Ausschuss, bevor sie im November 2011 in den Justizausschuss wechselte. Im Anschluss an die Stortingswahl 2013 wurde sie Mitglied im Energie- und Umweltausschuss. Im Juli 2016 gab sie bekannt, bei der Wahl 2017 nicht erneut kandidieren zu wollen und sie schied folglich im Herbst 2017 aus dem Storting aus.
Ljunggren wurde später Geschäftsführerin des Kommunalverbands Nettverk for fjord- og kystkommuner (NFKK). Im Jahr 2022 übernahm sie den Posten als Organisationsleiterin bei der Arbeiderpartiet.